# Zachari Stojanov

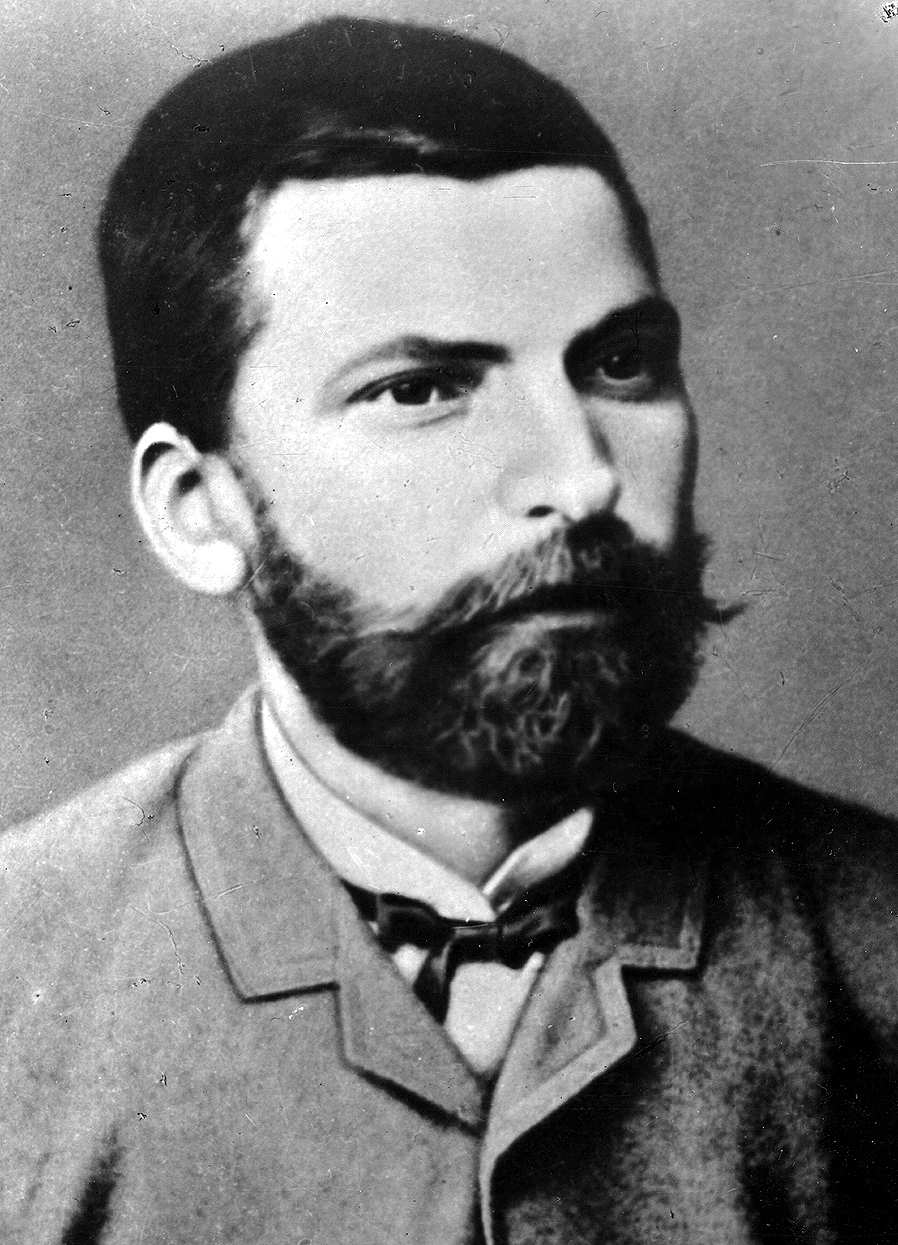
Zachari Stojanov

Zachari Stojanov (Захари Стоянов), född 1850 i Medven nära Sliven, Bulgarien, Osmanska riket, död 2 september 1889 i Paris, var en bulgarisk politiker och författare.
Stojanov deltog i resningen i Stara Zagora 1875 och i rysk-turkiska kriget 1877–78. Han blev undersökningsdomare i Ruse, men tvingades 1881 fly till Plovdiv, där han innehade en liknande befattning. Han var en av ledarna av den statskupp, varigenom Östrumelien den 18 (gamla stilen: 5) september 1885 införlivades med Bulgarien, och medlem av den provisoriska regeringen samt blev 1888 riksdagspresident. 
I den 1886 uppsatta tidningen "Svoboda" försvarade Stojanov kraftigt Stefan Stambolovs politik. Hans memoarer, Zapiski po bălgarskite văzstanija (1884–92), innehåller skildringar av livet som bulgarisk upprorsman. Dessutom skrev han biografier om Ljuben Karavelov (1885) och Christo Botev (1889) samt redigerade Karavelovs samlade skrifter.